# Güven (Midyat)

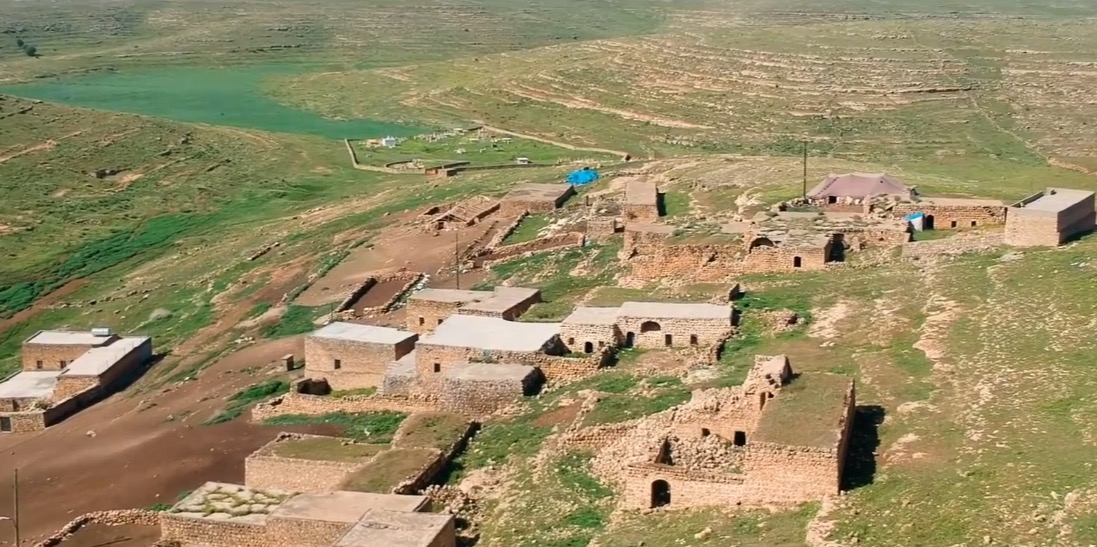
Blick auf Güven

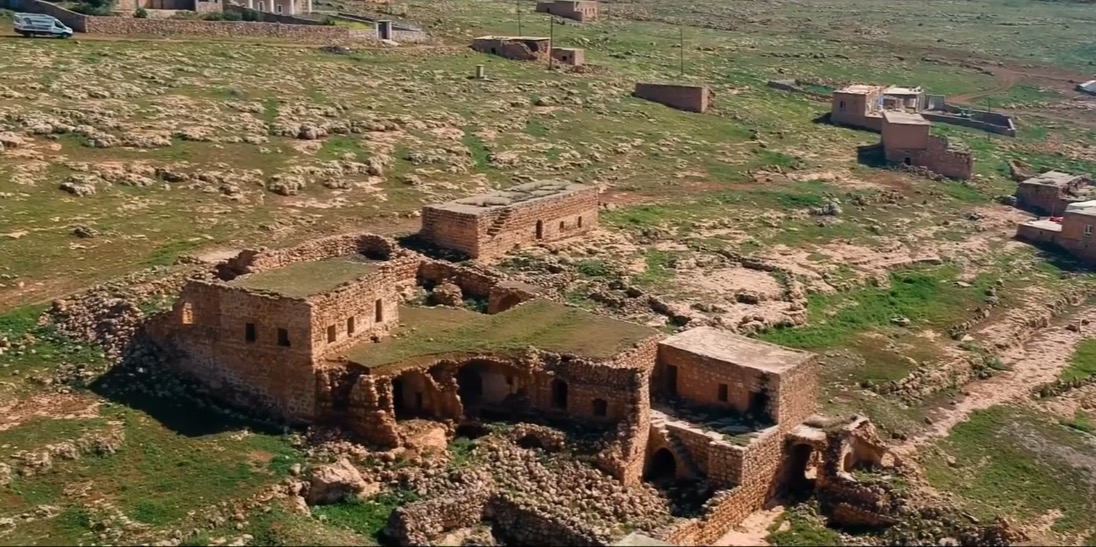
Weiterer Blick auf Güven

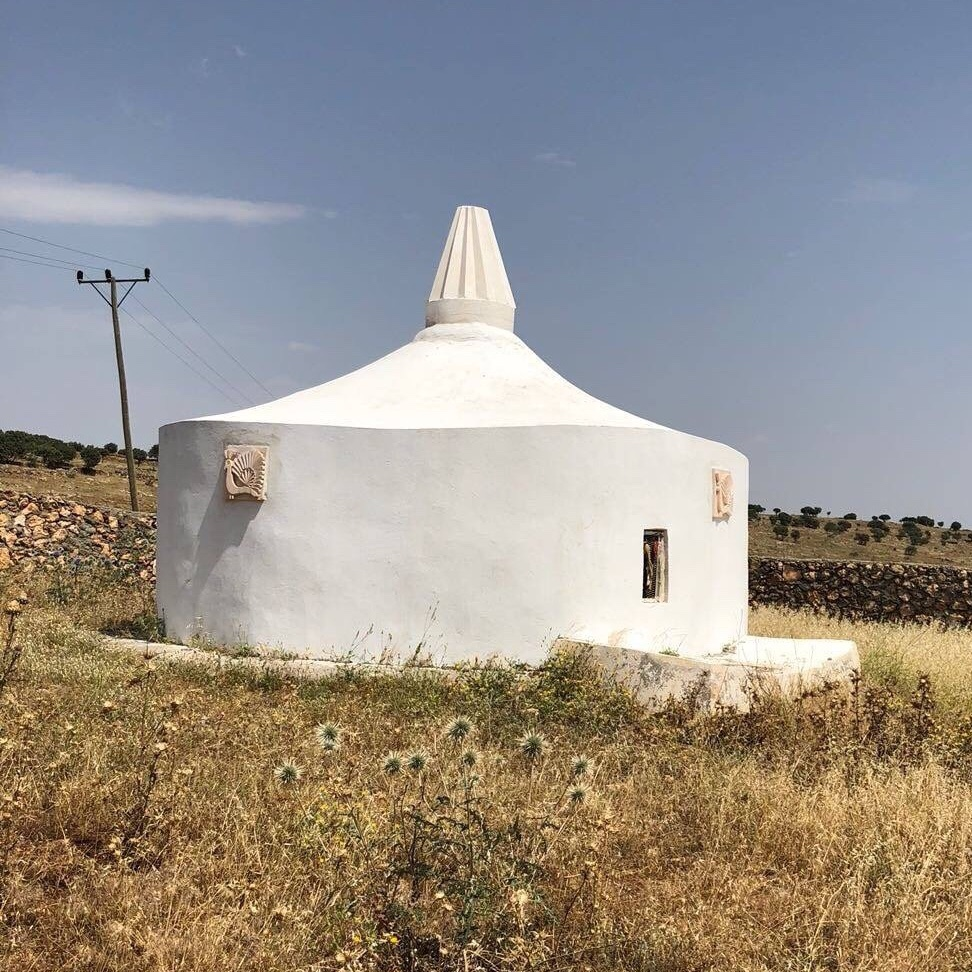
Jesidischer Tempel in Güven

Güven (kurmandschi: Bacin) ist ein jesidisches Dorf im Südosten der Türkei. Das Dorf liegt ca. 8 km südlich von Midyat im gleichnamigen Landkreis Midyat in der Provinz Mardin. Der Ort befindet sich im Gebirgszug Tur Abdin in Südostanatolien.

## Geschichte und Bevölkerung
Der ursprüngliche Name des Dorfes lautet Bacin (oder Bacinê). Durch die Türkisierung geographischer Namen in der Türkei wurden die Dörfer umbenannt. Güven ist heute meist ein verlassenes Dorf. Das Dorf hatte ausschließlich jesidische Bevölkerung.